# 紀野恵
紀野 恵（きの めぐみ、1965年3月17日 - ）は、歌人である。「未来」「七曜」所属。岡井隆、柏原千恵子に師事。
徳島県麻植郡生まれ。徳島市立高等学校、早稲田大学第一文学部卒業。高校在学中の1982年に「異郷にて」で第28回角川短歌賞次席。1983年、「荷風氏のくしゃみ」で第26回短歌研究新人賞次席。古典和歌調の典雅で技巧的な作風であり、選考会の場では熟練したベテランの作品と思われていたため早熟の天才少女歌人として衝撃的なデビューを果たした。同様に古典和歌風の作風である水原紫苑とともに「新古典派」と称される。大学卒業後は帰郷して高校教諭を務める。徳島新聞歌壇選者。
大和和紀との共著『イラスト古典枕草子』（学習研究社　1990）がある。
2018年1月より未来にて『フムフムランド飛地』選者を務める。

## 経歴
- 1982年　「異郷にて」で第28回角川短歌賞次席
- 1983年　「荷風氏のくしゃみ」で第26回短歌研究新人賞次席

## 歌集
- さやと戦げる玉の緒の 1984
- 閑閑集　沖積舎　1986
- フムフムランドの四季　砂子屋書房　1987
- さやと戦げる玉の緒の　改訂版　第一出版　1987
- 水晶宮綺譚　砂子屋書房　1989
- 奇妙な手紙を書く人への箴言集　砂子屋書房　1991
- 二つのワルツ風アラベスク　沖積舎　1991
- 架空荘園　砂子屋書房　1995
- La Vacanza　砂子屋書房　1999
- 午後の音楽　砂子屋書房　2004
- 土左日記殺人事件　短歌研究社 2015
- 白猫倶楽部　書肆侃侃房　2017
- 遣唐使のものがたり　砂子屋書房　2022